# 稚内市立図書館
稚内市立図書館（わっかないしりつとしょかん）は、北海道稚内市が運営する公立図書館である。日本で最も北に位置する図書館である。

## 沿革
- 1916年11月10日 - 稚内尋常高等小学校に付設された、簡易図書館「日新文庫」が開館。
- 1949年 - 市制施行と同時に市立図書館を創立。本北通4丁目の建設業本田組の建物の一角を本館として運営した。蔵書は3000冊。
- 1954年 - 山下通4丁目に移転。
- 1972年 - 移動図書館車「ローターリー号」運行開始。
- 1975年 - 宝来4丁目に移転。
- 1996年 - 移動図書館車ロータリー第３世号「ぶっくくん」運行開始。
- 1998年 - 図書館の公式サイトが開設される。
- 2003年 - 稚内市大黒4丁目1-1（現在の図書館）へ新築移転。総面積2，997平方メートル。

## 特色
- 南極、樺太関係資料が多く集められている。
- 宗谷の歴史や文化などを紹介する館内展示が定期的に行われている。
- 講演会などを行えるように多目的ホールや研修室が設置されている。
- 移動図書館車『ぶっくくん』を所有する。図書館から遠方の市内各地を定期的に巡回している。
- 毎年夏、映画『樺太1945年夏 氷雪の門』 上映会を開催。原作は、金子俊男著『樺太一九四五年夏 樺太終戦記録』（1972年講談社より刊行、2023年筑摩書房より復刊）。

## 交通案内
- 宗谷バス市内線「大黒5」下車。徒歩約5分。・郊外線「国道大黒4」下車。徒歩約6分。
- 駐車場(100台収容・駐輪場30台)
- 南稚内駅徒歩10分。

## 参考資料
- 平成２５年度 稚内市図書館運営実績(PDF)　稚内市公式サイト

・監修：野口武悟・青木竜馬、編著：加藤重男『北海道の図書館員が薦めるブックガイド』中西出版　2023年　ISBN 978-4-89115-418-9